# Kościół Najświętszego Serca Pana Jezusa w Pasymiu
Kościół Najświętszego Serca Pana Jezusa w Pasymiu – katolicki kościół parafialny zlokalizowany w Pasymiu (województwo warmińsko-mazurskie) przy ulicy Księdza Barczewskiego.

## Historia
Obiekt zbudowany został w latach 1873–1876 w stylu neogotyckim, wspólnymi siłami miejscowych katolików i ewangelików. Powstał w miejscu dawnego zamku. Był konsekrowany w 1884. W 1901 utworzono parafię.
Wnętrze kościoła reprezentuje styl neogotycki. Do wyposażenia należą: ołtarz główny, dwa ołtarze boczne, prospekt organowy, baptysterium z chrzcielnicą, ławki i witraże. W ołtarzu lewym znajduje się płaskorzeźba z wicią roślinną, wyobrażająca Drzewo Życia. Motyw ten jest obecny również w krzyżu ołtarza głównego. Strop jest wzmocniony belkami imitującymi otwartą więźbę dachową.

## Galeria

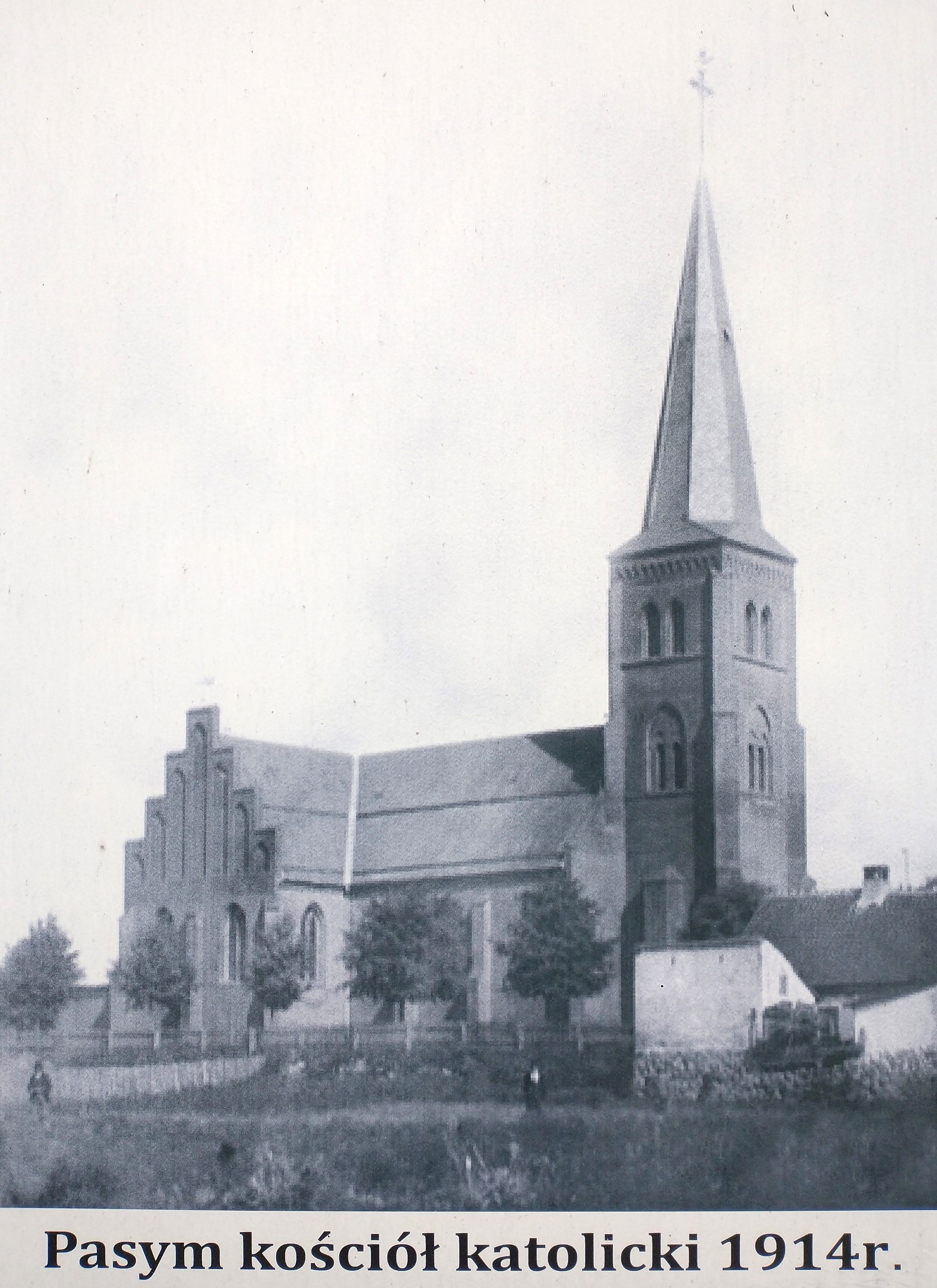
Kościół w 1914
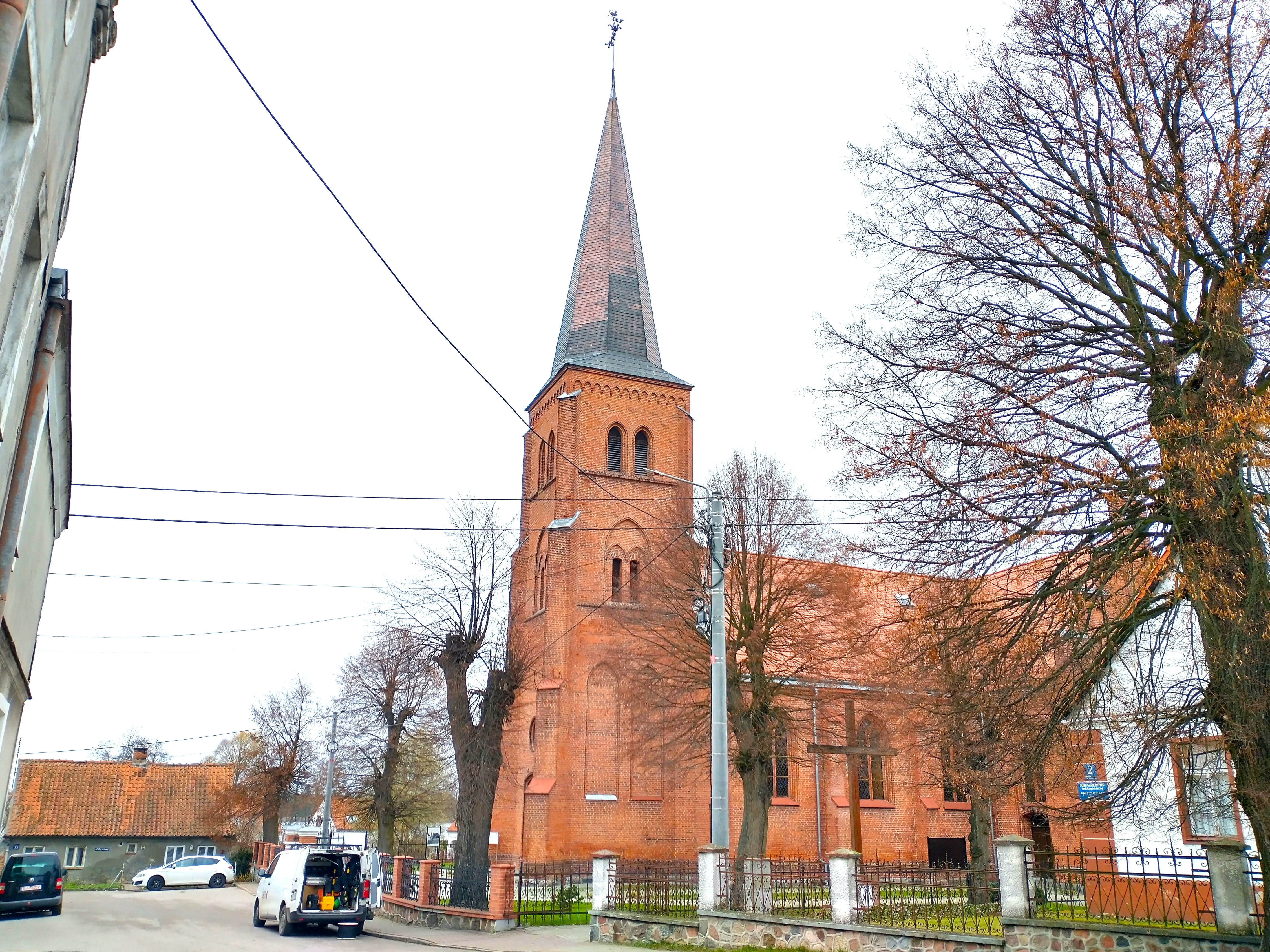
Widok współczesny
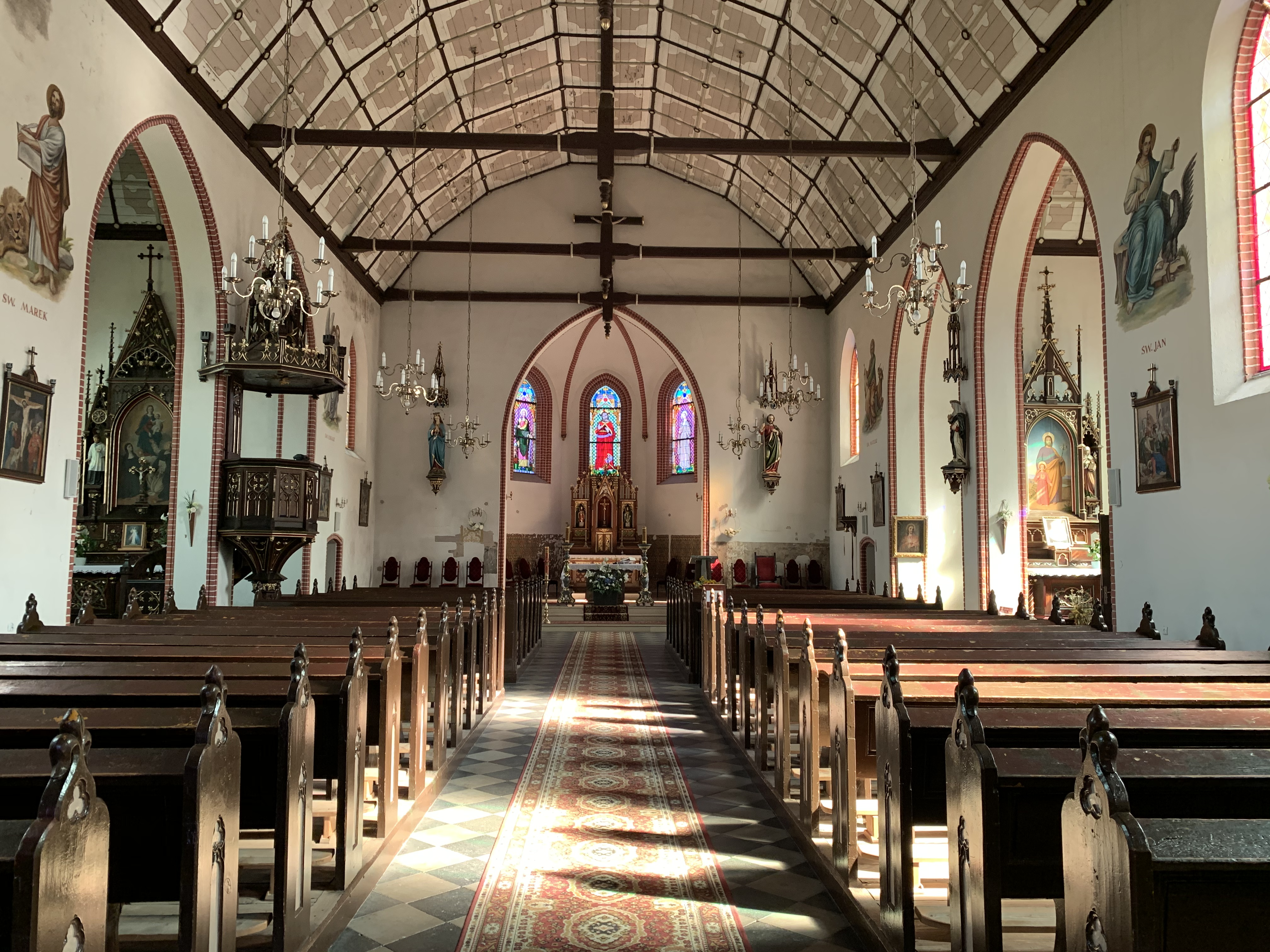
Wnętrze